# Lapierre

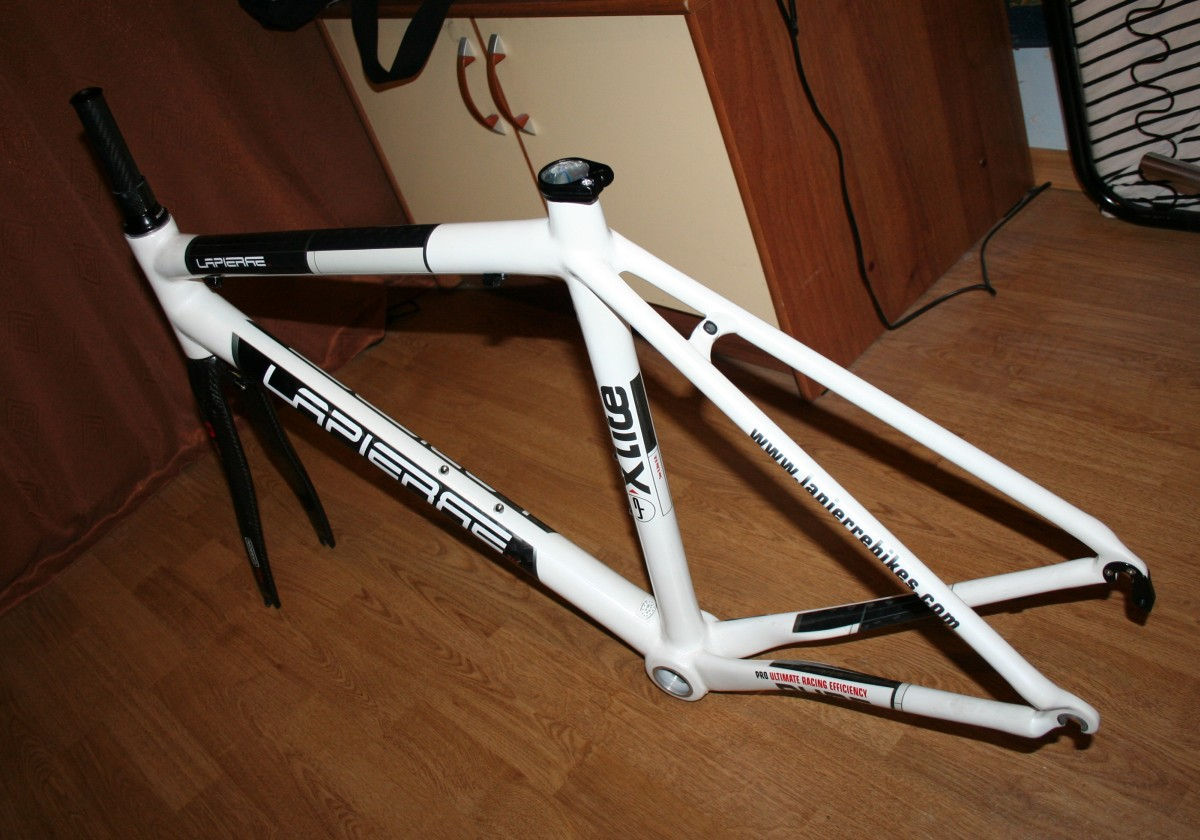
Frame van Lapierre

Lapierre is een Frans bedrijf dat in de jaren vijftig bromfietsen produceerde. Tegenwoordig is Lapierre fietsfabrikant, gevestigd in Dijon. Het bedrijf is sinds 1996 onderdeel van de Nederlandse Accell Group en sponsort sinds 2025 de Nederlandse wielerploeg Team Picnic PostNL. In het verleden heeft Lapierre ook de Franse wielerploeg Groupama-FDJ gesponsord.